# 진정필
진정필(1966년 2월 10일 ~ 2003년 6월 30일)은 빙그레/한화 이글스에서 뛰었던 전 야구 선수다. 입단 초기에는 핵심 불펜 투수로 활약했으며 1993년 이후로는 선발 투수를 맡았다. 2003년 백혈병으로 사망했다.

## 출신 학교
- 충남중학교
- 북일고등학교
- 고려대학교

## 같이 보기
- 1986년–1993년 빙그레 이글스 시즌